# Thyreophora
Thyreophorina · Thyréophores, Dinosaures blindés
Sous-ordre
Synonymes
- †Thyreophorina

Les thyréophores (Thyreophora) sont un sous-ordre éteint de dinosaures ornithischiens, présents du début du Jurassique jusqu'à la fin du Crétacé (201–66 Ma). C'étaient des herbivores quadrupèdes, d'une taille variant entre un et dix mètres selon les familles. Leur dos était cuirassé par des plaques osseuses, des piques ou des éperons, d'où leur nom vernaculaire de dinosaures blindés (armored dinosaurs en anglais).

## Histoire
Le sous-ordre des Thyreophora est décrit en 1915 par le paléontologue, géologue, ethnologue et agent secret austro-hongrois Franz Nopcsa von Felső-Szilvás,.
Le nom Thyreophora, construit sur le grec θυρεός / thyréos (« bouclier ») et φορέω / phoréo (« je porte »), signifie « porteurs de bouclier ».

## Description

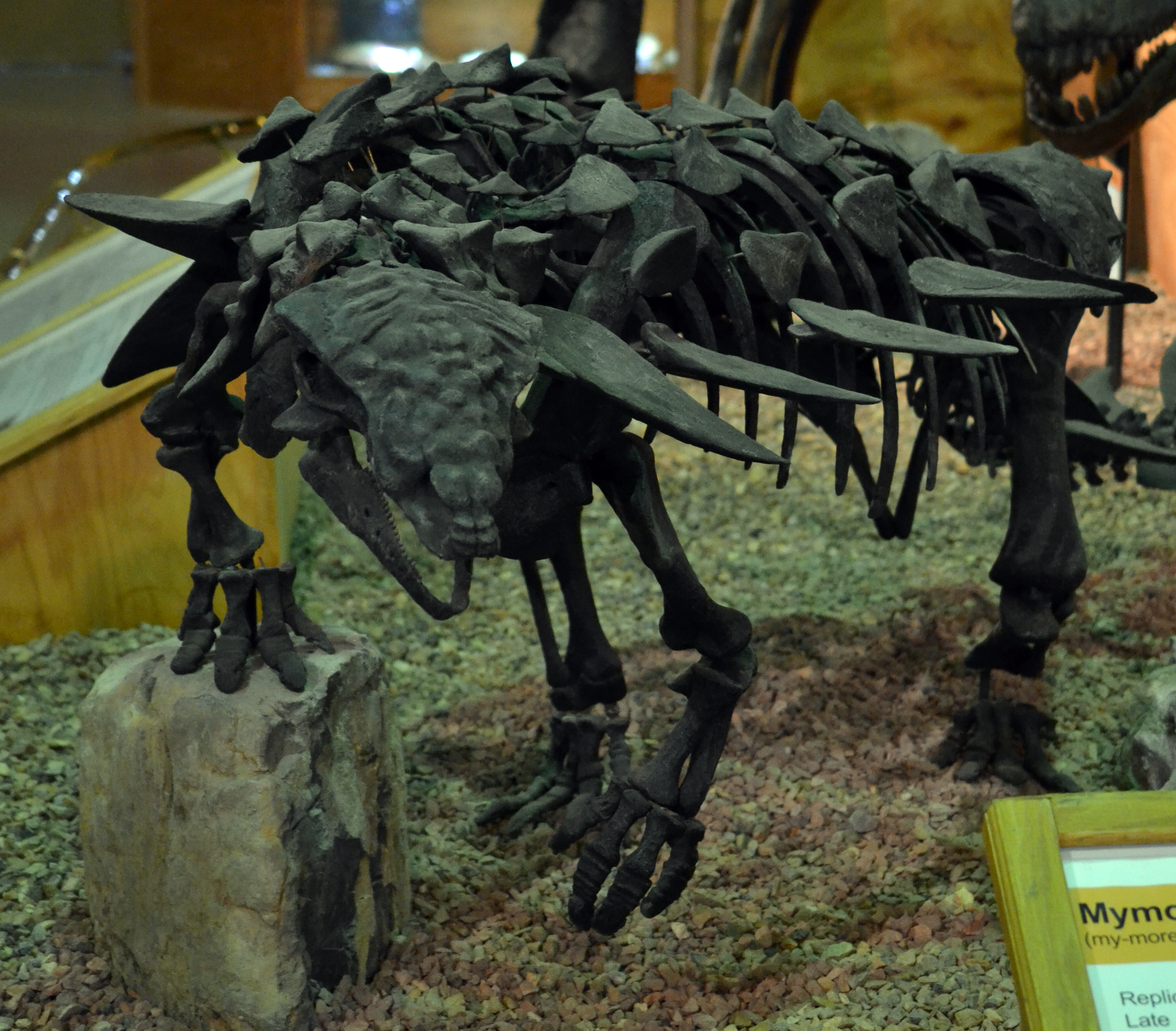
Moulage du squelette d'un thyréophore ankylosaurien nodosauridé : Mymoorapelta maysi au Wyoming Dinosaur Center.

Parmi les Ornithischiens, les Thyréophores constituent un groupe assez primitif, dont les mâchoires sont moins complexes que celles des Marginocéphales et des Ornithopodes. En plus d'un certain nombre de genres basaux, les Thyréophores regroupent deux grands clades :
- l'infra-ordre des Stégosauriens (Stegosauria). Quadrupèdes dotés de membres puissants, leurs hanches étaient largement plus hautes que leurs épaules. En plus de leurs plaques et piquants dorsaux, la queue portait également deux paires d'épines, cet appendice étant surnommée thagomizer. La tête basse abritait un cerveau « primitif ». La coordination des membres inférieurs et de la queue était assurée par un autre centre nerveux (que l'on a parfois qualifié à tort de « deuxième cerveau » puisqu'il s'agit du simple renflement de la moelle spinale que possèdent tous les vertébrés au niveau des membres postérieurs). Ils ont principalement vécu au Jurassique, bien que certains se soient perpétués jusqu'à la fin du Crétacé inférieur. (voir « Stegosaurus ») ;
- l'infra-ordre des Ankylosauriens. Ayant des membres postérieurs plus courts que ceux des Stégosauriens, leur cou, dos et flancs étaient également cuirassés de pointes, de plaques osseuses ou cornées. Ce clade est divisé en deux familles principales, les Ankylosauridés (Ankylosauridae) se distinguant par la possession d'une massue au bout de leur queue, et les Nodosauridés (Nodosauridae) ne présentant pas cette caractéristique mais portant de longs piquants sur les épaules. Ils remplacèrent les Stégosauriens au début du Crétacé et vécurent jusqu'à l'extinction Crétacé-Paléogène (voir « Euoplocephalus »). Des ankylosauridés ont été découverts en Amérique du Nord et en Asie, et des nodosauridés sur la majorité du globe terrestre.

Avant l'apparition de ces deux clades, un autre genre de thyréophores a vécu au Jurassique inférieur : Scelidosaurus, des animaux de quatre mètres de long, avec une petite tête et un dos couvert d'épines. Il s'agit donc d'un thyréophore basal, proche du dernier ancêtre commun aux Stégosauriens et Ankylosauriens.

### Armure
Faute de conservation des tissus mous, les paléontologues ont généralement supposé que les restes fossilisés des cornes, piques, massues et plaques osseuses des thyréophores constituaient l'essentiel de leur armure et que sur les animaux vivants ils étaient juste recouverts d'une peau plus ou moins épaisse. La découverte de deux ankylosauriens exceptionnellement bien conservés, Zuul crurivastator en 2014 et Borealopelta markmitchelli en 2017, a conduit à réviser cette supposition : les os de l'armure étaient recouverts d'une épaisse couche de fibres entrelacées de kératine, augmentant les dimensions des ostéodermes de 30 à 40 %, voire plus au vu de l'usure partielle de cette couche. Outre de l'épaisseur, la couche de kératine apportait la résistance mécanique faisant défaut à l'os, si bien que l'armure procurait à ces ankylosauriens une protection allant bien au-delà du nécessaire pour protéger les adultes des prédateurs présents à l'époque. Il est plus vraisemblable qu'elle servait à des combats intraspécifiques, d'ailleurs l'individu Zuul retrouvé garde sur les flancs la trace de blessures plausiblement dues à des coups de la massue caudale d'un autre individu, dont il avait guéri,.

## Classification
L'analyse phylogénétique conduite en 2011 par Richard S. Thompson, Jolyon C. Parish, Susannah C. R. Maidment et Paul M. Barrett conduit au cladogramme suivant :
|              | Stegosauria                                                     |
|              |                                                                 |
| Ankylosauria | \| \| Ankylosauridae \| \| \| \| \| \| Nodosauridae \| \| \| \| |
|              | \| \| Ankylosauridae \| \| \| \| \| \| Nodosauridae \| \| \| \| |
|              | Ankylosauridae                                                  |
|              |                                                                 |
|              | Nodosauridae                                                    |
|              |                                                                 |

|  | Ankylosauridae |
|  |                |
|  | Nodosauridae   |
|  |                |

|              | Stegosauria                                                     |
|              |                                                                 |
| Ankylosauria | \| \| Ankylosauridae \| \| \| \| \| \| Nodosauridae \| \| \| \| |
|              | \| \| Ankylosauridae \| \| \| \| \| \| Nodosauridae \| \| \| \| |
|              | Ankylosauridae                                                  |
|              |                                                                 |
|              | Nodosauridae                                                    |
|              |                                                                 |

|  | Ankylosauridae |
|  |                |
|  | Nodosauridae   |
|  |                |

|              | Stegosauria                                                     |
|              |                                                                 |
| Ankylosauria | \| \| Ankylosauridae \| \| \| \| \| \| Nodosauridae \| \| \| \| |
|              | \| \| Ankylosauridae \| \| \| \| \| \| Nodosauridae \| \| \| \| |
|              | Ankylosauridae                                                  |
|              |                                                                 |
|              | Nodosauridae                                                    |
|              |                                                                 |

|  | Ankylosauridae |
|  |                |
|  | Nodosauridae   |
|  |                |

|              | Stegosauria                                                     |
|              |                                                                 |
| Ankylosauria | \| \| Ankylosauridae \| \| \| \| \| \| Nodosauridae \| \| \| \| |
|              | \| \| Ankylosauridae \| \| \| \| \| \| Nodosauridae \| \| \| \| |
|              | Ankylosauridae                                                  |
|              |                                                                 |
|              | Nodosauridae                                                    |
|              |                                                                 |

|  | Ankylosauridae |
|  |                |
|  | Nodosauridae   |
|  |                |

|              | Stegosauria                                                     |
|              |                                                                 |
| Ankylosauria | \| \| Ankylosauridae \| \| \| \| \| \| Nodosauridae \| \| \| \| |
|              | \| \| Ankylosauridae \| \| \| \| \| \| Nodosauridae \| \| \| \| |
|              | Ankylosauridae                                                  |
|              |                                                                 |
|              | Nodosauridae                                                    |
|              |                                                                 |

|  | Ankylosauridae |
|  |                |
|  | Nodosauridae   |
|  |                |

|              | Stegosauria                                                     |
|              |                                                                 |
| Ankylosauria | \| \| Ankylosauridae \| \| \| \| \| \| Nodosauridae \| \| \| \| |
|              | \| \| Ankylosauridae \| \| \| \| \| \| Nodosauridae \| \| \| \| |
|              | Ankylosauridae                                                  |
|              |                                                                 |
|              | Nodosauridae                                                    |
|              |                                                                 |

|  | Ankylosauridae |
|  |                |
|  | Nodosauridae   |
|  |                |

|              | Stegosauria                                                     |
|              |                                                                 |
| Ankylosauria | \| \| Ankylosauridae \| \| \| \| \| \| Nodosauridae \| \| \| \| |
|              | \| \| Ankylosauridae \| \| \| \| \| \| Nodosauridae \| \| \| \| |
|              | Ankylosauridae                                                  |
|              |                                                                 |
|              | Nodosauridae                                                    |
|              |                                                                 |

|  | Ankylosauridae |
|  |                |
|  | Nodosauridae   |
|  |                |

|              | Stegosauria                                                     |
|              |                                                                 |
| Ankylosauria | \| \| Ankylosauridae \| \| \| \| \| \| Nodosauridae \| \| \| \| |
|              | \| \| Ankylosauridae \| \| \| \| \| \| Nodosauridae \| \| \| \| |
|              | Ankylosauridae                                                  |
|              |                                                                 |
|              | Nodosauridae                                                    |
|              |                                                                 |

|  | Ankylosauridae |
|  |                |
|  | Nodosauridae   |
|  |                |

## Taxons
- † Emausaurus
- † Laquintasaura ?
- † Lesothosaurus ?
- † Scutellosaurus
- † Tatisaurus ?
- † Thyreophoroidea
  - † Scelidosauridae
  - † Eurypoda
    - † Ankylosauria
    - † Stegosauria